# (5954) Epikouros
(5954) Epikouros ist ein Asteroid des Hauptgürtels, der am 19. August 1987 vom belgischen Astronomen Eric Walter Elst am La-Silla-Observatorium (IAU-Code 809) der Europäischen Südsternwarte in Chile entdeckt wurde.
Der Himmelskörper wurde nach dem griechischen Philosophen Epikur (* um 341 v. Chr.; † 271 oder 270 v. Chr.) benannt, der Begründer des Epikureismus und der epikureischen Schule ist.